# 대한민국 형사소송법 제245조의4
대한민국 형사소송법 제245조의4는 준용규정에 대한 형사소송법의 조문이다.

## 조문
제245조의4(준용규정) 제279조의7 및 제279조의8은 검사의 전문수사자문위원에게 준용한다.
 [본조신설 2007.12.21]

## 참고 문헌
- 손동권 신이철, 새로운 형사소송법(초판, 2013), 세창, 2013. ISBN 9788984114081